# Soledad Pastorutti
Soledad Pastorutti ou "La Sole" (Arequito, Santa Fe, Argentina, 12 de outubro de 1980) é uma cantora argentina de folclore de seu país. 
Nasceu em 12 de outubro de 1980 num pequeno vilarejo da província de Santa Fé chamado Arequito que, com apenas 10 mil habitantes, tornou-se muito famoso graças a essa garota que com carinho é chamada de "O Furacão de Arequito". 
Participou como protagonista de Rincón de Luz, uma telenovela diária produzida pelo Cris Morena Group (produtora argentina) e Yair Dori International (produtora israelita). Na novela, gravou o disco de trilha sonora com 13 faixas, onde ela cantou 4 delas. O disco levava o selo da Sony Music e foi sucesso de venda no país e em Israel, onde chegou a fazer apresentações ao vivo.
Sua carreira começou oficialmente no Festival de Música de Cosquín em 1996 e desde então o sucesso não parou. Tirou da caixa do esquecimento ritmos tão argentinos e gaúchos quanto a chacarera, litoralenha, zamba, valsas e tangos. Já gravou vários discos com a Sony Music incluindo "Poncho al Viento", "La Sole", "Libre", "Horacio & Sole juntos por única vez" (junto com o cantor e compositor popular Horacio Guarany), "10 Años Soledad", etc.
Vendeu mais de 400 mil cópias, número recorde tratando-se da música folclórica. O último trabalho se chama "Folklore" e já tem um programa de televisão sobre música tradicional e criou uma fundação que apoia vários projetos de educação e ensino de música e dança. Sua irmã Natália sempre acompanha nos concertos e é a voz principal de alguns temas.
Soledad foi parte da bancada do The Voice da Argentina em 2012.